# ينس كرامر ميكلسن
ينس كرامر ميكلسن هو سياسي دنماركي، ولد في 16 ديسمبر 1951 في كوبنهاغن في الدنمارك. نشط حزبياً في الحزب الاشتراكي الديمقراطي. وقد انتخب Lord Mayor of Copenhagen ‏ (1989 – 24 أكتوبر 2004).